# Watertoren (Dokkum)
De watertoren in Dokkum is ontworpen door architect J.J.M. Vegter en werd gebouwd in 1958. Bij het ontwerp werd rekening gehouden met een restaurant boven in de toren. De watertoren heeft een hoogte van 37 meter en het waterreservoir heeft een opslagcapaciteit van 1000 m3.
In juli 2010 is deze watertoren aangewezen als rijksmonument.